# ヘリオケラトプス
ヘリオケラトプス(Helioceratops)は白亜紀後期に現在の中国に生息したネオケラトプシア恐竜の属の1つである。
タイプ種は H. brachygnathus で2009年に吉林大学地質博物館の金利勇らのグループにより記載された。
化石は中国東部の吉林省にある泉頭層で発見され、見つかっている部分のは大部分が断片的な頭骨である。全長は1.3 m程で、同じ地域には鳥脚類のチャンチュンゴサウルスも生息していた。

## 関連
- Timeline of ceratopsian research

## 参照
1. 1 2  Jin Liyong; Chen Jun, Zan Shuqin  and Pascal Godefroit; Zan, Shuqin; Godefroit, Pascal (2009). “A New Basal Neoceratopsian Dinosaur from the Middle Cretaceous of Jilin Province, China”. Acta Geologica Sinica 83 (2):  200. doi:10.1111/j.1755-6724.2009.00023.x.
2. ↑  Paul, Gregory S. The Princeton Field Guide to Dinosaurs. Princeton University Press, 2010.